# Rio Morto (Giudecca)

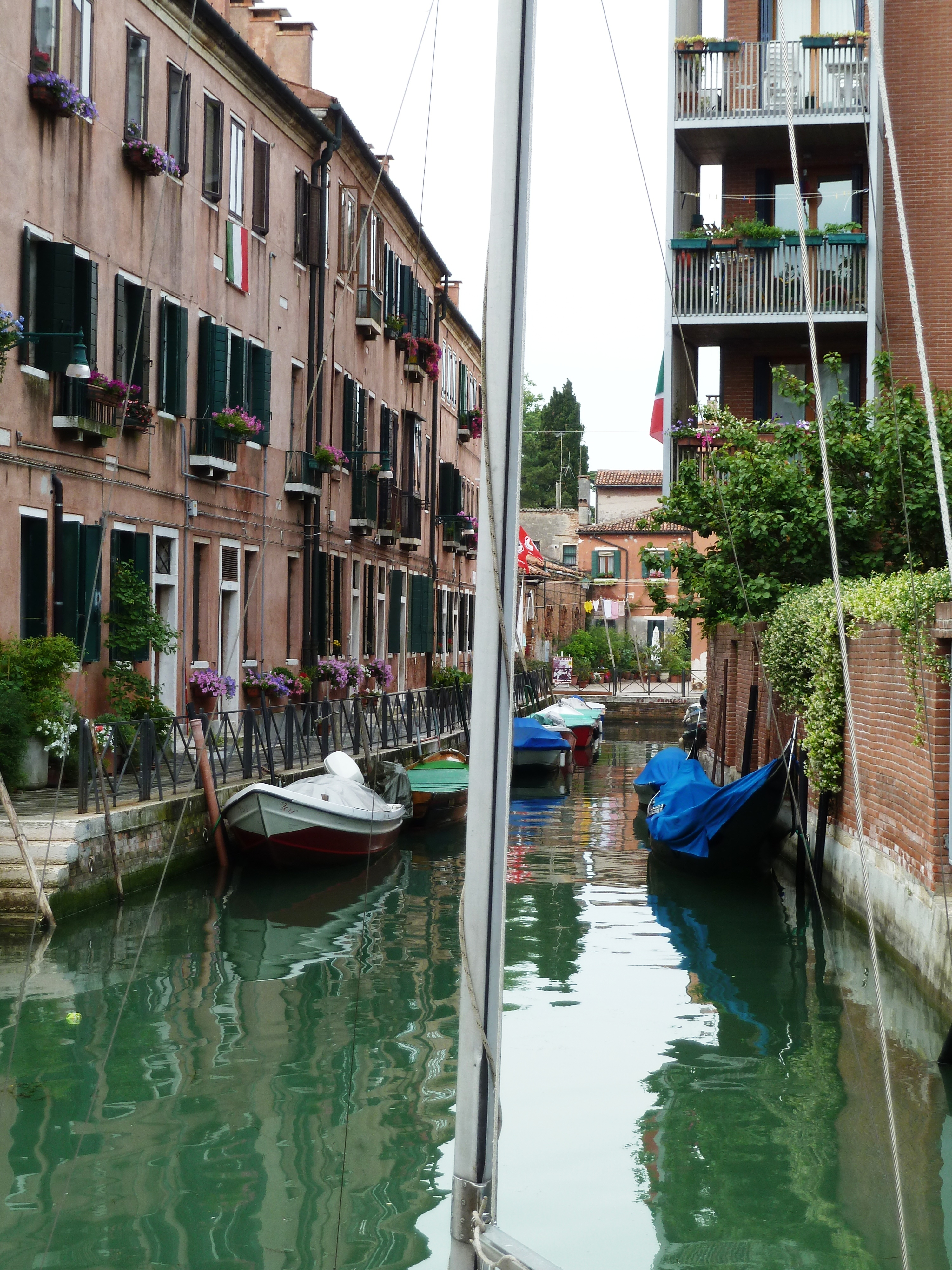
Le rio Morto longé à gauche par le Fondamenta Berlomoni

Le rio Morto (canal mort) est un canal sans issue de Venise dans l'île de Giudecca dans le sestiere de Dorsoduro. Il est également appelé rio Berlomoni d'après une famille qui vivait dans cet endroit.

## Description
Le rio Morto a une longueur de 62,6 mètres et une largeur de l'ordre de 5 mètres. C'est un canal en cul-de-sac donnant sur le rio del Ponte Piccolo.